# Jane Brigode
Jane Brigode (nascida Ouwerx; 30 de maio de 1870 – 3 de maio de 1952) foi uma liberal e política belga. Entre 1940 e 1945 ela foi co-presidente do Partido Liberal. Em 1921, ela e Marthe Boël fundaram a Union des femmes libérales de l'arrondissement de Bruxelles e em 1923 fundaram, junto com Alice De Keyser-Buysse, a Federação Nacional de Mulheres Liberais.

## Honras
- Cavaleira da Ordem de Leopoldo.[1]
- Oficial da Ordem de Leopoldo II.